# ویلیام گراهام (بازیکن هاکی)
ویلیام گراهام (انگلیسی: William Graham; ۲۹ ژانویهٔ ۱۸۸۶ – ۵ سپتامبر ۱۹۴۷) بازیکن هاکی روی چمن، و پزشک اهل جمهوری ایرلند بود.